# Ян Олде Рікерінк
Ян Олде Рікерінк (нід. Jan Olde Riekerink, нар. 22 лютого 1963) — нідерландський футболіст, що грав на позиції півзахисника. По завершенні ігрової кар'єри — тренер та функціонер.

## Ігрова кар'єра
Народився 22 лютого 1963 року. Вихованець футбольної школи клубу «Спарта» (Роттердам). 1986 року підписав з клубом контракт і відіграв за команду з Роттердама наступні чотири сезони своєї ігрової кар'єри.
Згодом у 1990—1991 роках грав у складі «Дордрехта», а завершив ігрову кар'єру у команді «Телстар», за яку виступав протягом 1991—1993 років.

## Кар'єра тренера
Розпочав тренерську кар'єру 1995 року, ставши тренерои молодіжної команди клубу «Аякс», де пропрацював по 2000 рік, після чого тренував резервну команду клубу, «Йонг Аякс». Під його керівництвом команда дійшла до півфіналу Кубка Нідерландів 2001/02, що стало найкращим результатом команди в історії.
2002 року став головним тренером бельгійської команди «Гент», а в листопаді 2003 року перейшов на роботу у нідерландський «Еммен», який покинув влітку 2005 року. Після цього Ян працював помічником Ко Адріансе у «Порту» та донецькому «Металурзі».
У 2007 році Олде Рікерінк повернувся до Амстердама, ставши директором молодіжної академії «Аякса», змінивши на цій посаді Джона ван ден Брома. Він залишався там до червня 2011 року, коли покинув посаду в клубі після розбіжностей з новим членом правління Йоганом Кройффом. Яна на цій посаді замінив Вім Йонк.
Надалі Ян Олде Рікерінк відправився до Китаю, де працював з молодіжною, а потім і юнацькою збірною країни. Залишив юнацьку збірну Китаю 2015 року.
17 лютого 2016 року Олде Рікерінк був призначений головою молодіжної академії «Галатасарая». Після того, як клуб звільнив тренера Мустафу Денізлі 16 березня 2016 року, Олде Рікерінк тимчасово очолив першу команду на решту сезону. З «Галатасараєм» він посів шосте місце в Суперлізі, але 26 травня 2016 року виграв національний кубок Туреччини, перемігши у фіналі «Фенербахче» з рахунком 1:0. Це був перший трофей нідерландського спеціаліста. «Галатасарай» призначив його повноцінним головним тренером у червні 2016 року, а вже в серпні Ян приніс команді ще один трофей — Суперкубок Туреччини, обігравши в серії пенальті «Бешікташ». Втім новий сезон виявився не таким вдалим для нідерландця і 14 лютого 2017 року тренер був звільнений. На той момент «Галатасарай» був лише третім у Суперлізі та в Кубку вилетів в 1/8 від «Істанбул Башакшехіра». Його наступником став хорват Ігор Тудор.
Влітку 2018 року Олде Рікерінк став головним тренером клубу «Геренвен» і тренував команду до квітня 2019 року.
7 листопада 2019 року очолив тренерський штаб південноафриканської команди «Кейптаун Сіті», змінивши Бенні Маккарті. 21 травня 2021 року його контракт було розірвано Пізніше того ж місяця він підписав трирічний контракт з турецьким клубом «Іскендерунспор», щоб стати їхнім генеральним директором.

## Титули і досягнення

### Як тренера
- Володар Кубка Туреччини (1):

«Галатасарай»: 2015/16
- Володар Суперкубка Туреччини (1):

«Галатасарай»: 2016

## Особисте життя
Його брат Едвін Едвін також був футболістом і грав за «Спарту» (Роттердам).